# Gigney
Gigney is een gemeente in het Franse departement Vosges (regio Grand Est) en telt 63 inwoners (2009).
Tot het in maart 2015 werd opgeheven viel de gemeente onder het kanton Châtel-sur-Moselle, daarna werd de gemeente onderdeel van het nieuwgevormde kanton Golbey. De gemeente en het kanton maken deel uit van het arrondissement Épinal.

## Geografie
De oppervlakte van Gigney bedraagt 5,1 km², de bevolkingsdichtheid is dus 12,4 inwoners per km².
De onderstaande kaart toont de ligging van Gigney met de belangrijkste infrastructuur en aangrenzende gemeenten.

## Demografie
Onderstaande figuur toont het verloop van het inwonertal (bron: INSEE-tellingen).